# Firtos vár
A Firtos vár az erdélyi Korond, Atyha, Énlaka és Firtosváralja közötti Firtos hegyen épült, először a II. században. Magához a várhoz és környékéhez számos népi legenda kapcsolódik: Firtos és Tartod tündérek és a Likaskő legendája, Firtos lova legendája, stb. Ma a vár helyét benőtte a fű, és csak a régészeti ásatások során előkerült romjai láthatók, de a vár alatt található mészkő fal, a „Firtos lova” továbbra is jelzi az időjárás változásait.

## Története
A Firtos vártól nem messze, Énlakán a helyi szempontból stratégiai jelentőséggel bíró, 1063 m magas Firtos hegy melletti fennsíkon a II. század végén egy római castrum állt, feladata a határvédelem és a Sóvidéken kibányászott sószállítmányok útvonalának biztosítása volt.
Megemlítendő, hogy az innen kb. 26 km-re fekvő székelyudvarhelyi római castrum a II. század vége felé épült, és őrizetét a germánokból álló Cohors I. Ubiorum és Cohors IV. Britannica néhány centuriója látta el. A Philippus és Decius között zajló polgárháború idején (248-250) az erődöt a barbárok elpusztították.
A Firtos várat, a mindenütt csak dák várakat vizionáló Téglás Gábor, valószínűleg Cassius Dio munkáira támaszkodva,  dák eredetűnek véli, de nincs adat arra vonatkozóan, hogy a római castrumnak lett volna bármilyen dák előzménye a környéken.
Erdély 567-568-ban az avarok uralma alá került, akik a területet a Dél-Erdélyt elfoglaló bolgárok megérkezéséig  uralták (827-895).
A közeli Korondon a régészek avar ötvösök préselőmintáit tárták fel.
Az avarok élénk kereskedelmet folytattak a szomszédos országokkal, de olykor nagyon távol eső népekkel is. Az avarokhoz került különböző római és bizánci pénzek lehettek kereskedelmi fizetőeszközök, de akár az avaroknak fizetett adó vagy hadisarc része is. Az avarok 626-ban sikertelenül ostromolták meg Konstantinápolyt, 628-ban kudarcba fulladt az itáliai hadjáratuk, és ezt követően súlyos válság rázta meg birodalmukat. Kiújultak a harcok nyugaton és délnyugaton a szlávokkal és keleten a bolgárokkal.
A 620-as években, vagy azután rejthették el Firtosváralján az avar korból ezidáig ismert legnagyobb aranykincset (lásd lent!).

A minoriták Háztörténete a régi vár építőit gótoknak véli, akiknek távozása után a várbirtokok Firtosváralja, Énlaka, Atyha, Korond és Pálfalva között osztódtak fel. Maga a várterület a váraljai Bálint, Jánosi és András, és a bencédi Firtos nemzetségek birtokába került. Az északi hegycsúcs akkori neve Kadács, az egész hegyvidéké Kadácsmező volt. A várat a Firtos család újjáépítette, és ők lettek az új névadók.
Fogarasy Mihály erdélyi római katolikus püspök levéltárában lévő dokumentumok szerint a Firtos hegyen lévő régi várba a XIII. században kastély épült, benne szerzetesi rendházzal. A reformáció alatt a nagyobb lélekszámú Korond lakossága református és unitárius lett, a katolikusok a kis faluba, Atyhára szorultak vissza. 1701-ben a vár már rom volt. Ennek helyére épült 1725-ben a Szent János kápolna, és 1737-ben a minorita zárda. 1737-ben István atyhai katolikus plébános megvásárolta a várhelyet, majd a romos falakon belül egy kis templomot, és 6 szerzetes részére zárdát emeltetett, míg a várfalon kívül két kis kápolna épült. A létesítmény az ellenreformációs tevékenységeket szolgálta.
A szerzetesek 1783-ban, a szájhagyomány szerint a rossz időjárási viszonyokra hivatkozva, elköltöztek, de az igazi ok II. József 1782. január 12-én kiadott szekularizációs rendelete lehetett, amellyel a kalapos király több szerzetesrendet részben vagy egészben feloszlatott.
A várat ezt követően nem használta senki, és újból elkezdődött a romosodása.
A 620-as években elrejtett avar kincset 1831-ben fedezték fel Bálint Péter földjén. Legkevesebb 237 aranypénz került elő, de ennél sokkal többnek nyoma veszhetett.
Az arany solidusokon a következő római császárok láthatók: 
- kelet-rómaiak: I. Theodosius (379-395), II. Theodosius (408-450), Pulcheria császárné (450-453) és férje Marcianus (450-457), I. Leó (457-474), I. Zénó (474-491), I. Anastasius (491-518), I. Justinus (518-527), I. Justinianus (527-565), Mauricius (582-603), Heraclius (610-641),
- nyugat-rómaiak: Honorius (395-423), III. Valentinianus (424-455).

Az ismert pénzveretek közül az utolsó forgalmi időszaka 616-625.
A régészeti feltárás az 1950-es években kezdődött, majd nem nagy lendülettel a későbbi évtizedekben folytatódott. A vár a romániai műemlékek jegyzékében a HR-I-s-B-12658 sorszámon szerepel.

## Külső hivatkozások
- Firtos és Tartód vára legendája